# オフィス斬
株式会社オフィス斬（オフィスざん、OFFICE ZAN）は、日本の東京都渋谷区に本社を置く芸能事務所。1994年（平成6年）10月設立。

## 所属者

### 俳優・女優・タレント
| - 石川裕太 - 内山翔人 - 越中優人 - 大沢名里 | - 木内あきら - 小泉麻耶 - 川奈龍平 - 川村悠記 - 小林佑暉 | - 杉山純 - 瀬戸葉介 - 瀬口美乃 |

| - 高橋美穂 - 飛坂光輝 - 高橋一代 - 田澤由依 | - 並木幹雄 - 成田梨紗 | - 堀田理紗 - 福田裕也 - 福間匠 - 破壊の雪 |

| - 真勝國之 - 町理恵 - 真木順子 | - 矢島タケシ - 吉沢眞人 | - リ・コウジ |  |

### 作家・演出家
- 小池真理子
- 藤田宜永

### 文化人
- 加藤哲郎
- つぼいえみ

## 過去の所属者
- 戸川京子(在籍中に死去)
- 藤本りせ
- 大崎由希
- 大塚真弓
- 緒川凛
- 田中ひろみ
- 横光克彦（政界引退直後に所属。その後劇団青年座に移籍）
- 蛯沢康仁
- 原田賢人
- 谷風作
- 伊吹吾郎
- 松生秀二
- 真田せつこ
- 東條ナナ
- 京本政樹
- 佐野圭亮
- 菅野浩司